# 新南威爾斯大學商學院

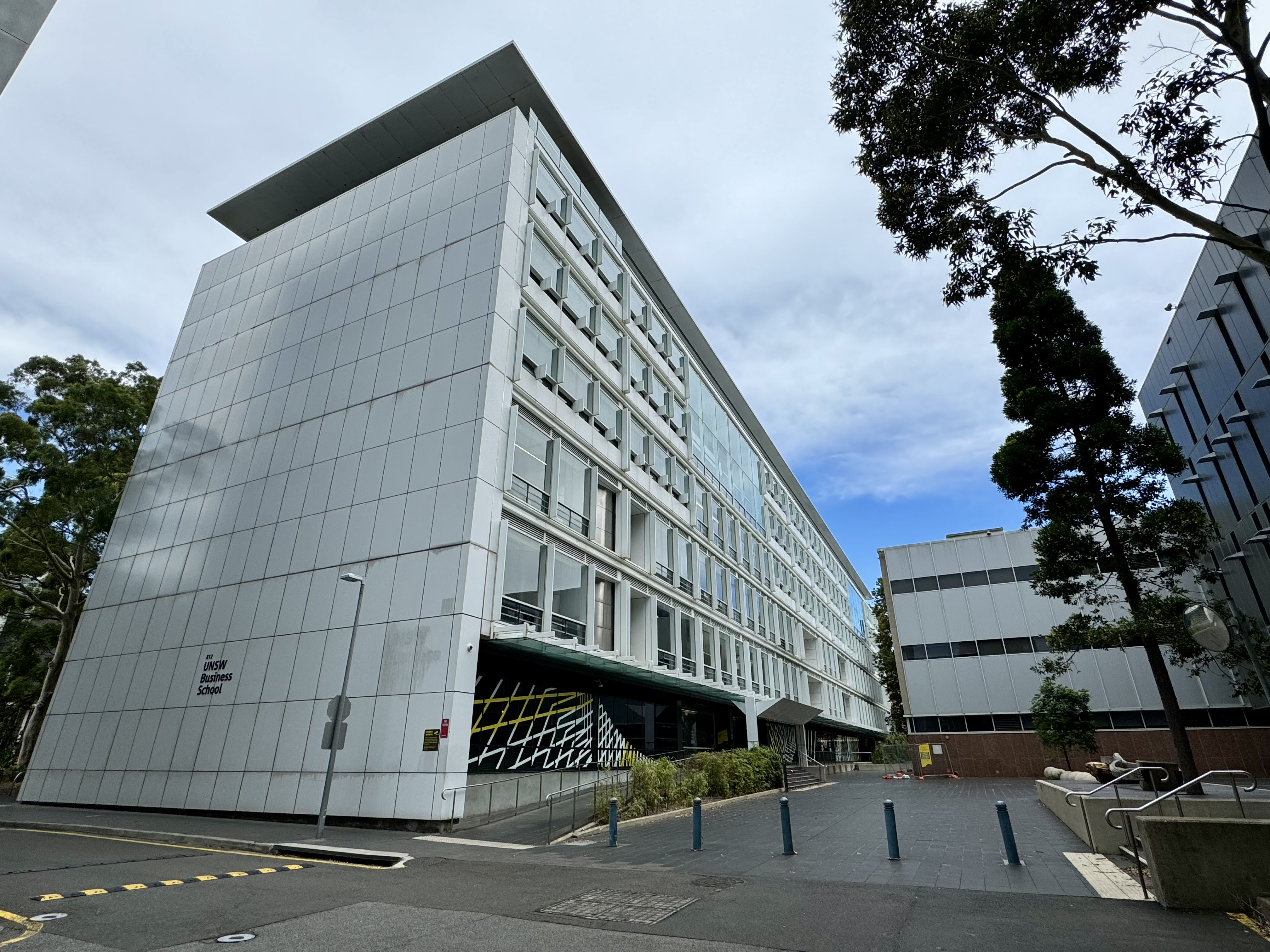
UNSW Business School

新南威爾斯大學商學院（英語：UNSW Business School），2007年自澳大利亞管理研究所（Australian Graduate School of Management，簡稱AGSM）的基礎而成立；乃澳洲最有名的商學院之一及新南威爾士大學旗下的學院之一。它位於新南威爾士州首府－悉尼；在AGSM成立的前期，曾是當地兩大學府：新南威爾士大學（UNSW）及悉尼大學（USYD）所集資經營的管理學院。兩所大學本來都有各自的管理學院，及至1999年1月，為加強亞太區及全球教育市場上的競爭力，兩家學校決定合力建構企業管理碩士學位課程，遂將兩校的企業管理研究所合一。2005年11月，悉尼大學宣布退出AGSM，並於2010年自行推出新的Global EMBA課程；目前AGSM隸屬於UNSW Business School之下，由UNSW所有，為AACSB和EQUIS所認可的商學院之一。UNSW的EMBA和MBA學位在澳洲國內的排名名列前茅；旗下有一個發行的刊物《BusinessThink》。

## 沿革
商業學院（Faculty of Commerce）於1955年創立，而會計學是第一個學系。1988年更名為商業與經濟學院（Faculty of Commerce and Economics）。
1977年，新南威爾斯大學成立澳大利亞管理研究所（AGSM），提供高級管理人員工商管理碩士（Executive MBA）課程。1999年1月，AGSM與悉尼大學的商學研究所（Graduate School of Business）合併，並保留AGSM的名稱。直至2005年11月，雪梨大學宣布退出AGSM，目前AGSM由新南威爾斯大學所有。
2006年，商業與經濟學院與AGSM合併，成立了最初的商學院（Faculty of Business），並於2007年更名為澳洲商學院（Australian School of Business）。2014年，「澳洲商學院」改名為「新南威爾斯大學商學院」（UNSW Business School）。

## 學系
- 會計學系
- 精算學系
- 銀行暨金融學系
- 商法暨稅務學系
- 經濟學系
- 資訊系統、技術暨管理學系
- 行銷學系
- 組織暨管理學系
- 策略暨創業學系

## 外部連結
- 新南威爾斯大學商學院
- 排名資訊（英文）
- AGSM官方網站
- AGSM MBA排名 （英文）